# Accidente ferroviario de Valladolid de 1988
El accidente ferroviario de Valladolid de 1988 fue un accidente de tren que sucedió en la estación de Valladolid-Campo Grande (Valladolid) en la madrugada del 3 de marzo de 1988, que causó 8 muertos y 30 heridos al chocar los expresos "Cantabria" y "Costa Vasca" que, procedentes de Madrid, se dirigían a Santander y Bilbao, respectivamente. Los 8 muertos eran del primer tren.

## Sucesión de los hechos
En la madrugada del 3 de marzo de 1988, sobre las 3 de la mañana, el maquinista del expreso "Costa Vasca" con origen en Madrid y destino Bilbao, se dio cuenta de que algo no iba bien cuando circulaba a 75 kilómetros por hora e intentó reducir, sin éxito, la velocidad. A poco más de un kilómetro para entrar en la estación de Valladolid tomó la drástica decisión de desconectar el fluido eléctrico y dejar sin potencia la locomotora. Pero no fue suficiente. 
El maquinista tuvo que saltar de la locomotora, colisionando el convoy contra el que estaba estacionado en Valladolid. El impacto fue grave, arrugando como un acordeón el vagón cargado de coches situado en cola, llegando este a incrustarse en el siguiente vagón del expreso, número 861 "Cantabria" procedente de Madrid y con destino a Santander, que se encontraba parado en el andén 1.
El impacto sucedió muy rápido: el "Costa Vasca" embistió a 45 kilómetros por hora al convoy estacionado y provocó una tragedia que acabó con 8 muertos y 30 heridos. El hecho de haber una plataforma de coches en cola del "Cantabria" junto al coche cama fue una trampa mortal, pues aquella penetró como un par de cuchillas a lo largo de todo el vagón de camas. De haber habido otro tipo de vagón en cola (un furgón) se habría evitado esta circunstancia y posiblemente los fallecidos.

## Investigación
Aunque la causa principal del accidente fue un fallo en los frenos, el maquinista del tren que se dirigía a Bilbao no activó el sistema de emergencia. Algunos meses después, el Juzgado de lo Penal número dos de Valladolid condenó al maquinista y a su ayudante a diez días de arresto menor y al pago de una multa de 75.000 pesetas por una falta de imprudencia.
Además, el juez dictaminó que deberían indemnizar con casi 2.300.000 pesetas a las dos únicas lesionadas que llevaron el caso a los tribunales. Desde el Gobierno se dieron algunas explicaciones más sobre las causas del accidente, pero fueron criticadas por ser de carácter muy técnico. Por ejemplo, «tener la locomotora 269-032 en su relé principal el cuerpo móvil de la válvula de corte agarrotado».
El testimonio de un ex-ferroviario que esa noche cubría turno en la estación de Valladolid y tuvo acceso a conversaciones entre Valladolid, Medina del Campo y el puesto de mando de Valladolid reza lo siguiente:

Al expreso "Costa Vasca" se le puso doble tracción (es decir, otra máquina más en cabeza de lo habitual, que es una) en la estación de Medina del Campo. En la máquina de cabeza, la acoplada en Medina del Campo, viajaba el maquinista implicado.

Cada vez que había un cambio de composición (añadir vagones, acoplar locomotoras), era preceptivo realizar una prueba de frenado completa. Por los resultados, es de suponer que esto no se hizo en Medina del Campo, ya que de haberlo hecho, se habría detectado la anomalía. De hecho, hasta Medina del Campo el "Costa Vasca" en tracción simple, había venido frenando sin problemas. Esto implica que el fallo estaba en la máquina de cabeza acoplada en Medina. ¿Por qué no se realizó una prueba de frenado completa en Medina? ¿Premura por no retrasar más el tren?
Es más, en las declaraciones oficiales del maquinista del "Costa Vasca", Félix Palencia, alegó que ningún responsable de RENFE les avisó de que las dos locomotoras que tiraban del convoy no llevaban conectado el mando múltiple, condición necesaria para expedir este tipo de trenes con tracción múltiple.
Aparte de esto, el mencionado maquinista del Costa Vasca debería haber avisado antes mediante el sistema de comunicaciones "tren-tierra", ya existente por entonces, al PM (Puesto de Mando) de Valladolid, ya que de esta manera se podría haber actuado con más diligencia en la estación de Valladolid. Avisó tarde, pasando por la estación colateral de Valladolid (El Pinar) que está apenas a 4 kilómetros de Valladolid. Fue un aviso tardío y sin casi posibilidad de reacción por parte del Jefe de Circulación de Valladolid. Según declaraciones del maquinista, ya había observado esta anomalía en el frenado varios minutos antes de hacer efectivo el aviso. Hay que tener en cuenta que el trayecto es el de Medina del Campo - Valladolid, con una distancia aproximada de 46,7 km, más que suficiente como para haber avisado con más premura.
En cuanto a otras circunstancias, era una noche de intenso tráfico ferroviario en Valladolid (Línea Madrid-Irún). Las vías anexas estaban ocupadas. En concreto la vía 1 por el ya mencionado "Cantabria"; la vía 2 por un tren postal, cuya máquina se vio afectada también por el impacto, e ídem para el resto de vías susceptibles de haber desviado el "Costa Vasca". En resumen: no existía ninguna vía libre para poder desviar el expreso "Costa Vasca".

Una vez recibido el Puesto de Mando de Valladolid el aviso del maquinista del "Costa Vasca" comentando que el tren no frenaba, se corrió a cabeza del "Cantabria" para decir a los maquinistas lo que estaba pasando y que desfrenaran inmediatamente el tren ya, que era intención expedir éste para dejar la vía libre. No hubo tiempo; el "Costa Vasca" se echó encima. Lo que no figura en las investigaciones oficiales es que debido a que el "Cantabria" no tenía el freno puesto, el impacto fue mucho menor, reduciendo así el número de víctimas. Según testigos directos de los hechos (Trabajadores de RENFE), con dos minutos más de margen el "Cantabria" habría iniciado la marcha, dejando expedita la vía y evitando así la colisión por cola del "Costa Vasca".

## Víctimas
Los ocho fallecidos viajaban en el expreso "Cantabria" y eran originarios de la provincia del mismo nombre. Entre los fallecidos se encontraba el Consejero de Obras Públicas del Gobierno Cántabro, Félix Ducasse. Otro alto cargo del mismo gobierno, Juan Tarín, director general de Agricultura, quedó atrapado durante horas, siendo liberado por los bomberos.

## Consecuencias
El accidente provocó un gran impacto en la sociedad vallisoletana. Era la mayor tragedia en la capital desde la explosión del polvorín del Pinar de Antequera en 1940. A primera hora de la mañana, estaban allí casi todas las autoridades. El por entonces alcalde de la ciudad, Tomás Rodríguez Bolaños, se encontraba en Madrid, pero no faltaron el presidente de la Junta de Castilla y León, José María Aznar (futuro presidente del gobierno), el portavoz del Gobierno, el vallisoletano Miguel Ángel Rodríguez y el presidente de Renfe, Julián García Valverde.
Hasta tal punto tuvo impacto esta tragedia en Valladolid que al funeral de las 8 víctimas, que se celebró al día siguiente en la catedral de Valladolid, asistieron unas dos mil personas, aunque todos los fallecidos luego fueron trasladados a su lugar de origen, Cantabria, donde se les enterró.